# Шазам: Яростта на боговете
„Шазам: Яростта на боговете“ (на английски: Shazam! Fury of the Gods) е американски супергеройски филм от 2023 г. по едноименния персонаж на Ди Си Комикс. Продуциран е от „Ню Лайн Синема“, „Ди Си Студиос“ и „Сафран Къмпани“, и ще е разпространен от „Уорнър Брос Пикчърс“. Продължение е на „Шазам!“ през 2019 г. и е 12-ият филм в „Разширената вселена на Ди Си“. Режисиран е от Дейвид Ф. Сандбърг, сценарият е на Хенри Гейдън и Крис Морган, във филма участват Закари Леви, Ашър Ейнджъл, Джак Дилън Грейзър, Рейчъл Зиглър, Адам Броуди, Рос Бътлър, Меган Гуд, Луси Лиу, Джимон Хонсу и Хелън Мирън. Във филма се разказва за семейство от тийнейджъри-герои, водени от Били Батсън / Шазам, които се борят срещу дъщерите на Атлас.
Продължението на „Шазам!“ започна разработка след излизането на филма през 2019 г., докато Гейдън се завръща като сценарист. Сандбърг и Леви (Шазам) се завърнаха през декември. Заглавието и запазения състав са потвърдени през август 2020 г., включително Ашър като Били Батсън. Зиглър, Мирън и Лиу са добавени в състава като дъщерите на Атлас в началото на 2021 г. Снимките започнаха през май в Атланта, Джорджия и приключиха през август.
Премиерата на филма се състои на 14 март 2023 г. във „Фокс Вилидж Тиътър“ на 14 март, и излиза по кината в Съединените щати на 17 март 2023 г.

## Актьорски състав
| Актьор                         | Роля                        |
| ------------------------------ | --------------------------- |
| Ашър Ейнджъл Закари Леви       | Уилям „Били“ Батсън / Шазам |
| Джак Дилън Грейзър Адам Броуди | Фредерик „Фреди“ Фрийман    |
| Рейчъл Зиглър                  | Антея, дъщерята на Атлас    |
| Рос Бътлър Иън Чен             | Юджийн Чой                  |
| Меган Гуд Фейт Хърман          | Дарла Дъдли                 |
| Грейс Фътлън                   | Мери Бромфийлд              |
| Ди Джей Котрона Йован Арман    | Педро Пеня                  |
| Луси Лиу                       | Калипсо, дъщерята на Атлас  |
| Хелън Мирън                    | Хеспера, дъщеря на Атлас    |
| Джимон Унсу                    | Магьосникът Шазам           |
| Марта Миланс                   | Роза Васкес                 |
| Купър Андрюз                   | Виктор Васкес               |
| Гал Гадот                      | Даяна Принц / Жената чудо   |
| Дженифър Холънд                | Емилия Харкорт              |
| Стийв Ейджи                    | Джон Економос               |
| Марк Стронг                    | д-р Тадиъс Сивана           |

## Снимачен процес
Снимките започват на 26 май 2021 г. в Атланта, Джорджия, докато Гюля Падош служи като оператор. Производството на филма е отменено от началото в първоначалния старт в средата на 2020 г. по време на пандемията от COVID-19 и приключва на 31 август 2021 г.

## Премиера
Премиерата на „Шазам!: Яростта на боговете“ се състои във „Фокс Вилидж Тиътър“ на 14 март 2023 г. и излиза по кината от „Уорнър Брос Пикчърс“ в Съединените щати на 17 март 2023 г.